# Nersac
Nersac (okzitanisch: gleichlautend) ist ein Ort und eine Gemeinde mit 2.258 Einwohnern (Stand 1. Januar 2022) im westfranzösischen Département Charente in der Region Nouvelle-Aquitaine.

## Lage
Der Ort Nersac liegt auf dem südlichen Ufer der Charente im Großraum von Angoulême in der alten Kulturlandschaft des Angoumois, einem Teil der Charente, etwa 12 km (Fahrtstrecke) südwestlich der Stadt in einer Höhe von etwa 40 Metern ü. d. M.

## Bevölkerungsentwicklung
| Jahr      | 1800 | 1851 | 1901 | 1954 | 1999 | 2018 |
| Einwohner | 1005 | 1245 | 1454 | 1658 | 2384 | 2382 |

Der kontinuierliche Anstieg der Bevölkerungszahlen ist im Wesentlichen auf die Nähe zur Stadt Angoulême und die auf dem Lande vergleichsweise günstigen Immobilienpreise zurückzuführen.

## Wirtschaft
Der Ort und seine Umgebung waren jahrhundertelang landwirtschaftlich geprägt; die meisten Menschen lebten als Selbstversorger, Überschüsse konnten auf den Märkte von Angoulême getauscht oder verkauft werden. Im ausgehenden Mittelalter und in der frühen Neuzeit wurde der Weinbau vorangetrieben, der jedoch – nach der Reblauskrise im ausgehenden 19. und beginnenden 20. Jahrhundert – das alte Mengenniveau nie wieder erreicht hat. In der frühen Neuzeit entstanden am Ufer der Charente mehrere Papiermühlen, von denen eine immer noch hochwertiges Papier produziert, das von der Bibliothèque nationale in Paris zur Restaurierung alter Bücher verwendet wird.

## Geschichte
Bereits im 9. Jahrhundert besaßen die Grafen von Angoulême Grundbesitz in Nersac. Für das Hochmittelalter, die Zeit des Hundertjährigen Krieges (1337–1453) und der Hugenottenkriege (1562–1598) fehlen die Quellen. Die romanische Kirche lässt auf die Existenz einer nicht unbedeutenden mittelalterlichen Siedlung schließen. Eine Blütezeit erlebte der Ort durch die Ansiedlung mehrerer Papiermühlen seit dem 17. Jahrhundert, von denen einige bis ins 20. Jahrhundert hinein produzierten.

## Sehenswürdigkeiten

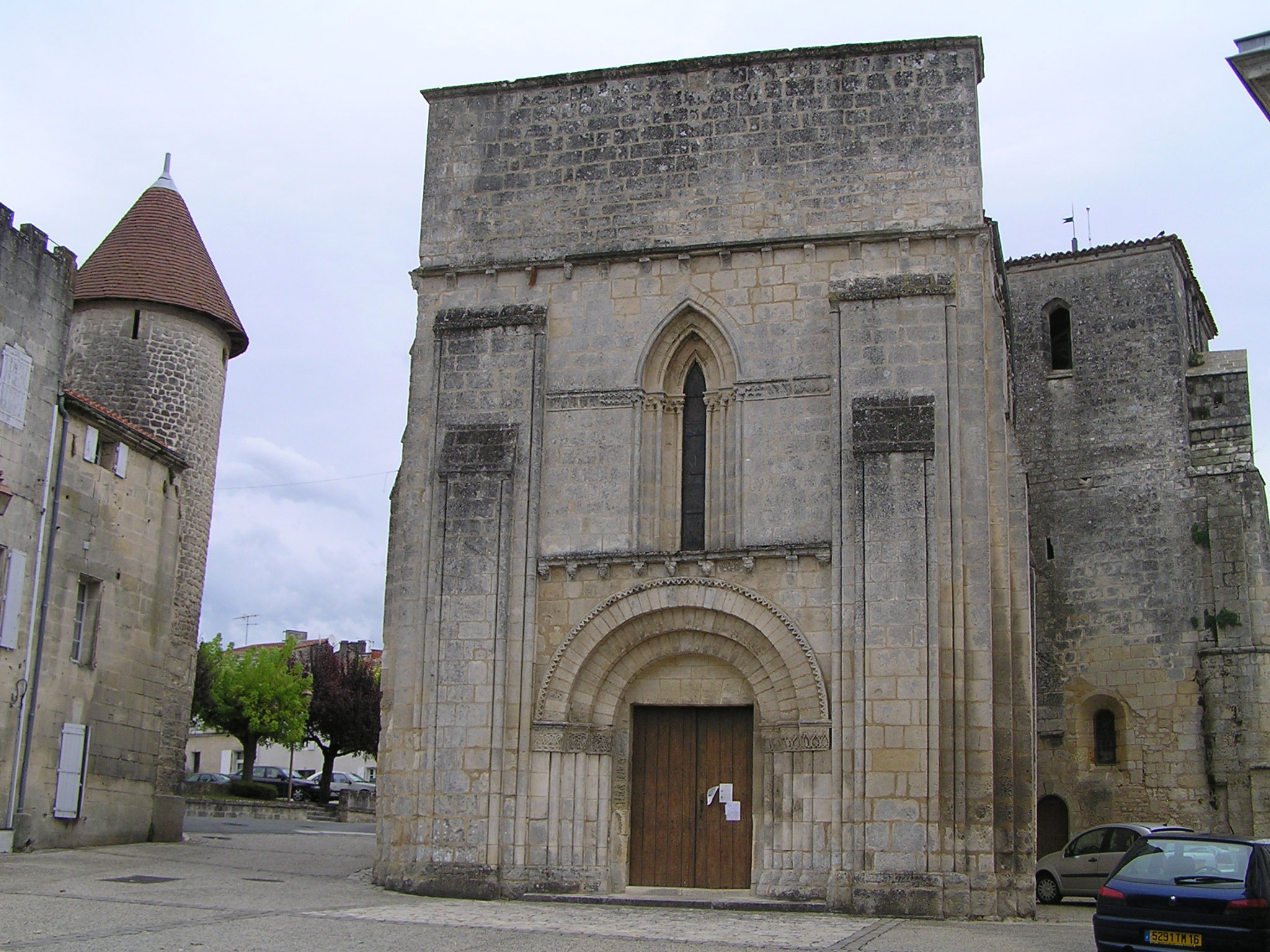
Kirche Saint-Pierre

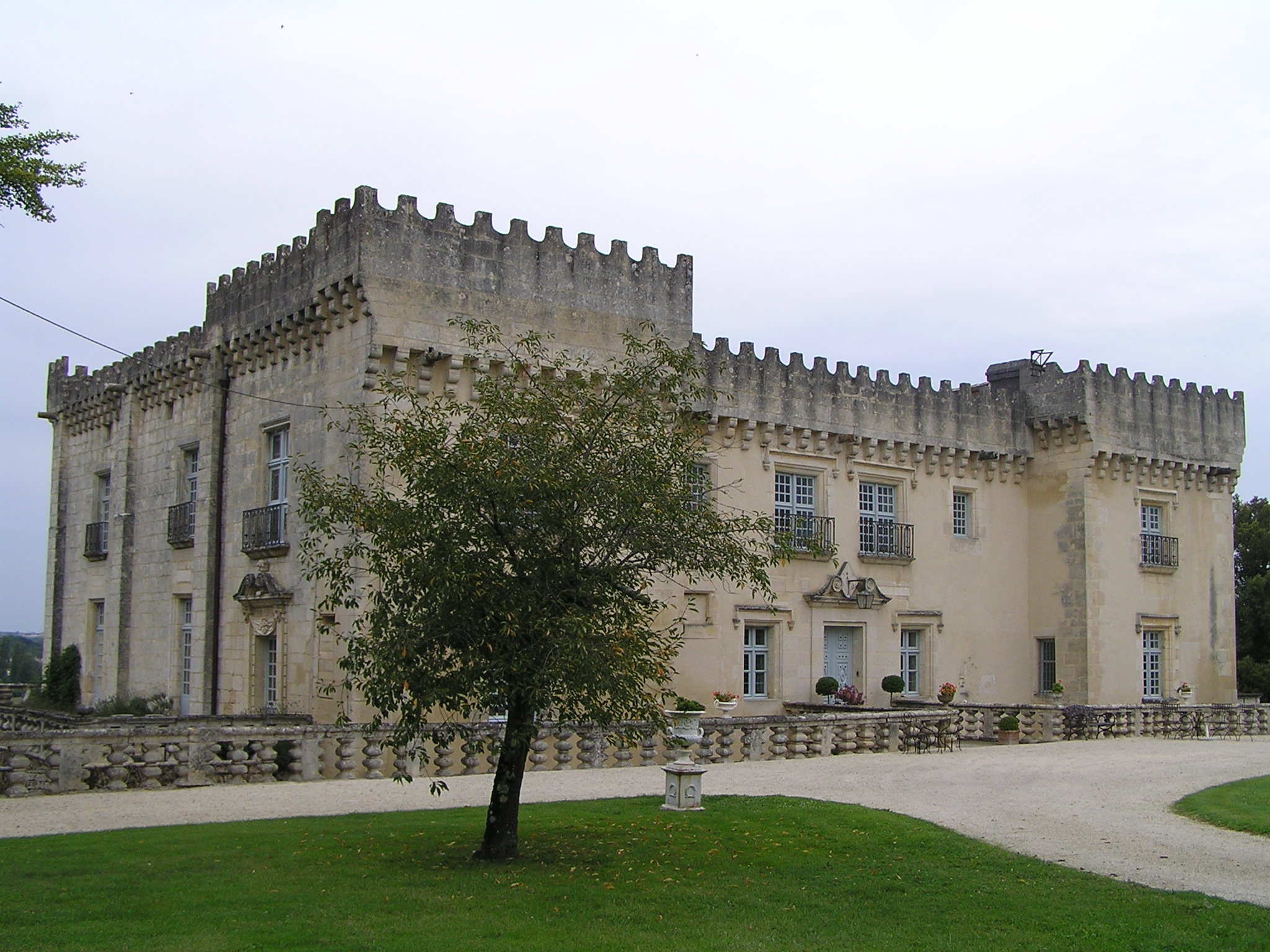
Château de Fleurac

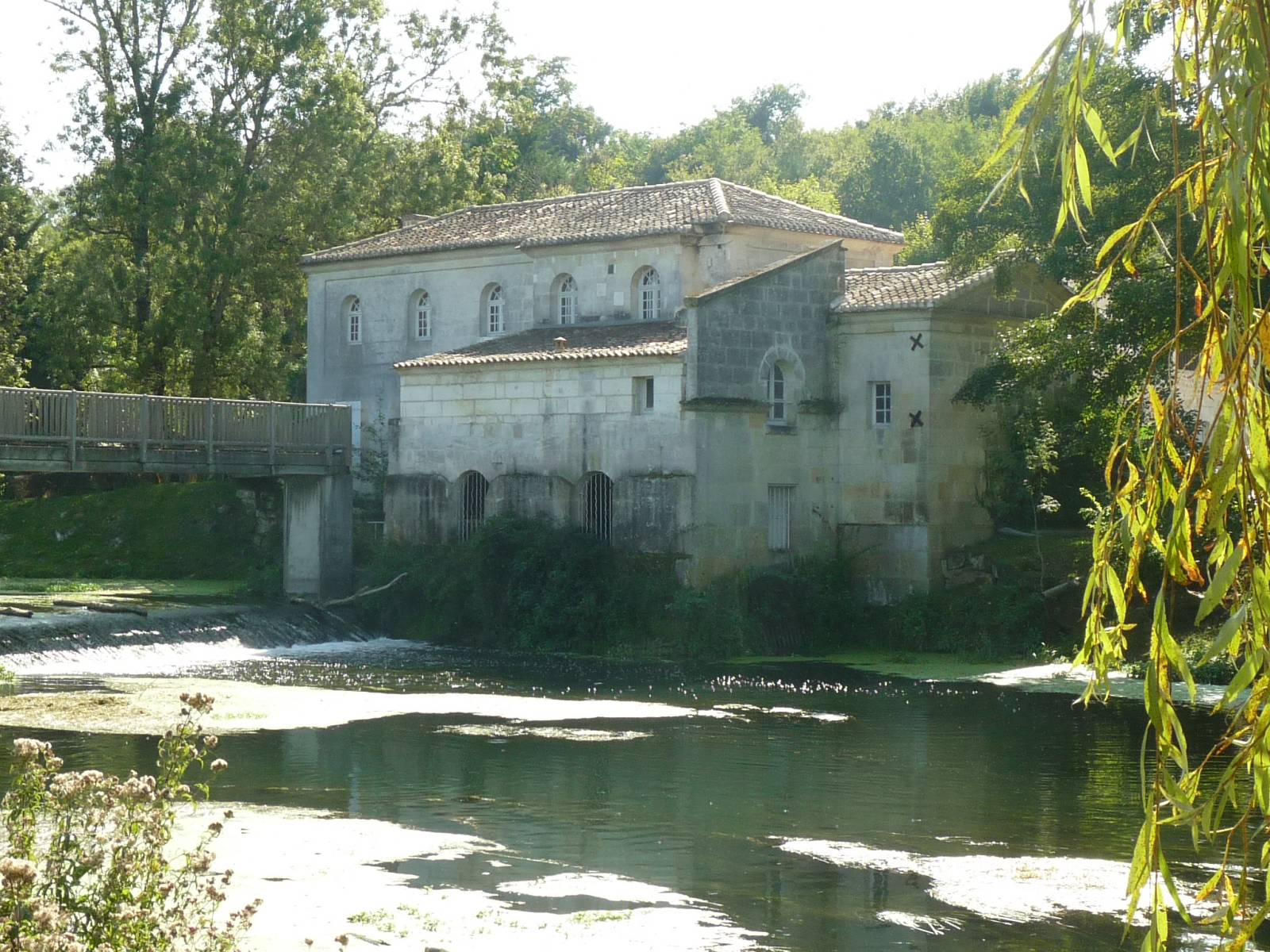
Moulin de Fleurac

- Die aus exakt behauenen Kalksteinen erbaute romanische Pfarrkirche Saint-Pierre stammt aus dem 12. Jahrhundert; sie wurde jedoch im 13. Jahrhundert teilweise gotisiert. Die Westfassade verfügt über ein mehrfach abgestuftes Rundbogenportal mit eingestellten Säulen, aber ohne jeglichen Schmuck der Archivoltenbögen und des Tympanonfeldes. Über dem Portal befindet sich ein schlankes spitzbogiges, d. h. gotisches Fenster. Die Fassade ist seitlich eingerahmt von sowohl in der Höhe als auch in der Tiefe abgestuften Strebepfeilern mit profilierten Begleitdiensten. Unterhalb des quergelagerten und völlig dekorlosen Rechteckgiebels, der dem Kirchenbau ein wehrfaftes Aussehen verleiht, verläuft ein Konsolenfries. Der Kirchenbau wurde bereits im Jahr 1925 als Monument historique[2] anerkannt.
- Das Rathaus (mairie) befindet sich unmittelbar neben der Kirche im Château de la Foucaudie. Dieses Schloss wurde ursprünglich im 16. Jahrhundert errichtet – darauf weisen noch die aus nur grob behauenen Bruchsteinen errichteten Rundtürme auf der Rückseite und die Wehrerker (bretèches) an den seitlichen Türmen auf der Vorderseite hin; die heutige Fassade stammt jedoch im Wesentlichen aus dem 18. (Mittelteil) und 19. Jahrhundert (Treppe).

außerhalb
- Das Château de Fleurac befindet sich etwa auf halbem Wege zwischen Nersac und der Nachbargemeinde Saint-Michel (45° 38′ 26″ N, 0° 5′ 8″ O). Es ist ein Bau des 16. Jahrhunderts mit tiefgreifenden Veränderungen nach Zerstörungen in der Zeit der Hugenottenkriege (1562–1598); bemerkenswert ist das dach- und turmlose Gesamtbild, dessen Wassergraben (douve) und Zinnenkranz noch an die mittelalterliche Burgenarchitektur erinnern. Insgesamt ähnelt es dem etwa gleichzeitig errichteten Château de Chesnel in der Gemeinde Cherves-Richemont, dessen Erbauer aus derselben Familie stammte. Das Schloss wurde im Jahr 1988 als Monument historique[3] anerkannt.
- Die Moulin de Fleurac befindet sich unmittelbarer Nähe des Schlosses am Ufer der Charente. Es handelt sich ursprünglich um eine Getreide- und Ölmühle aus dem 16. Jahrhundert, die jedoch im ausgehenden 19. Jahrhundert nahezu komplett neu erbaut wurde. Die Mühle wurde im Jahr 1978 in eine Papiermühle umgewandelt, doch schon wenige Jahre später ging sie in den Besitz der Gemeinde über und wurde im Jahr 1988 als Monument historique[4] anerkannt. Heute befindet sich hier ein Museum zur Geschichte der Papierherstellung.
- Die Moulin Papart war ursprünglich ein Betrieb zur Filzherstellung. Um die Wende zum 20. Jahrhundert wurde sie in eine Papiermühle umgewandelt. Auch sie steht seit 1991 auf der Inventarliste der Monuments historiques[5].

## Partnergemeinde
- Cocentaina, Provinz Alicante, Spanien